# L'Amazone candidate

L'Amazone candidate est un documentaire franco-béninois qui rend hommage à maître Marie-Élise Gbèdo. Ce documentaire est réalisé en 2007 par le Togolais Sanvi Panou.
Le film qui suit celle que l'on appelle « la dame de fer béninoise » qui, pour la deuxième fois en mars 2006, est candidate aux élections présidentielles du Bénin,,.

## Synopsis
A l'image d'une amazone, Marie-Élise Gbèdo, est une combattante des droits civiques et surtout une féministe. Le film  fait découvrir autrement au monde cette avocate de formation qui lutte pour changer profondément les mœurs politiques du Bénin.
Ce film relate également l'histoire d'une autre Afrique. Une Afrique pacifique où les élections ne riment pas avec les conflits meurtriers. Une Afrique musicale et dansante. Une Afrique politiquement mature à travers la candidate et son pays le Bénin,. 

## Fiche technique
- Titre : L'Amazone candidate
- Réalisation : Sanvi Panou
- Lieux de tournage : Bénin
- Durée : 118 minutes
- Production : Orisha Films, O-lympide productions
- Genre : documentaire
- Date de sortie : 2007
- Distribution : Orisha Films
- Directeur de la photographie : Jacob Ogou
- Directeur de la photographie : Brice Dansou
- Monteuse : Emmanuelle Berhila
- Ingénieur du son : Arès Hounvo
- Ingénieur du son : Cyrile Agbo[8],[9].